# Százhalombatta

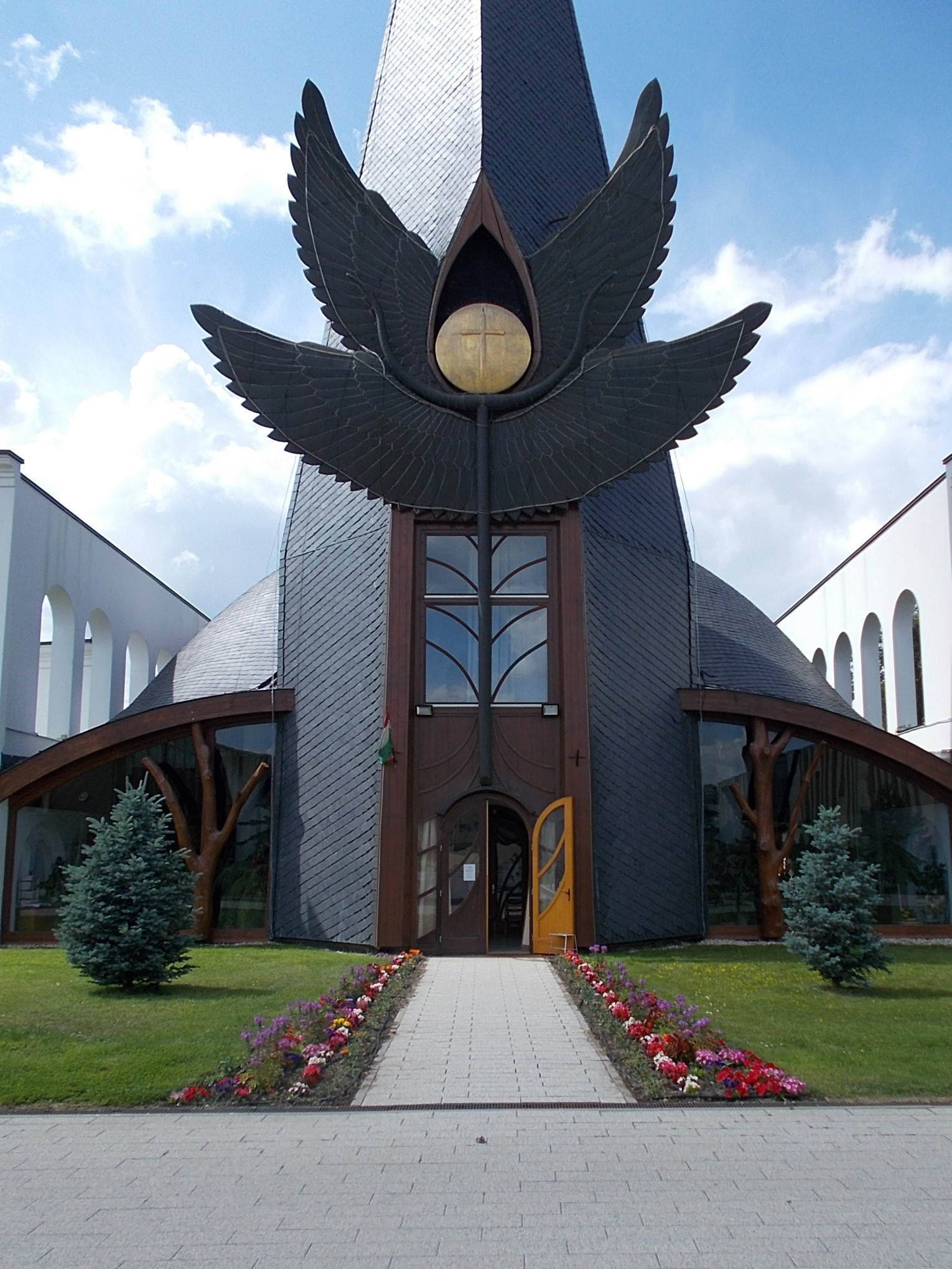
Kirche Szent István

Százhalombatta ist eine ungarische Stadt im Kreis Érd im Komitat Pest.

## Geografische Lage
Százhalombatta liegt 23 Kilometer südwestlich des Zentrums der Hauptstadt Budapest, am rechten Ufer der Donau und grenzt im Norden an die Kreisstadt Érd. Nachbargemeinden sind Ráckeresztúr und Ercsi sowie auf dem gegenüberliegenden Ufer Tököl.

## Geschichte
In dem lössreichen, fruchtbaren Gebiet am rechten Donauufer wurde bereits in der Bronzezeit gesiedelt. Im Römischen Reich stand das Kastell Matrica an dieser Stelle. Die Ortsnamen Százhalom und Batta wurden getrennt voneinander 1318 erstmals urkundlich erwähnt - im Mittelalter standen mehrere Dörfer auf dem heutigen Gebiet der Stadt. Die ersten beiden Elemente (száz halom="hundert Hügel") nehmen auf die zahlreichen eisenzeitlichen Hügelgräber Bezug, die Herkunft von "batta" ist ungeklärt. Ab dem 18. Jahrhundert wurde der Ort von Serben und Ungarn bewohnt.
Im Jahr 1913 gab es in der damaligen Großgemeinde 256 Häuser und 1607 Einwohner auf einer Fläche von 3187 Katastraljochen. Sie gehörte zu dieser Zeit zum Bezirk Adony im Komitat Fejér.
Industrielle Bedeutung erlangte der Ort Anfang der 1960er Jahre durch den Bau der Erdölraffinerie Dunai Finomító, die 1965 in Betrieb ging und heute (2025) von der MOL betrieben wird und eine tägliche Kapazität von 165.000 Barrel hat. Auf dem Gebiet der Stadt liegt zudem das Gaskraftwerk Dunamenti Erőmű, das größte Gaskraftwerk Ungarns. 1970 erhielt Százhalombatta das Stadtrecht.

## Städtepartnerschaften
- Brzesko, Polen
- Sannazzaro de’ Burgondi, Italien
- Sovata, Rumänien

## Sehenswürdigkeiten
- Matrica-Museum und Archäologischer Park (Matrica Múzeum)
- Römisch-katholische Kirche Szent István, erbaut 1995–1996 nach Plänen von Imre Makovecz
- Römisch-katholische Kirche Szent László, erbaut ab 1919

## Verkehr
Die Stadt besitzt einen Bahnhof an der Bahnstrecke Budapest–Szentlőrinc.